# Datación por radiocarbono

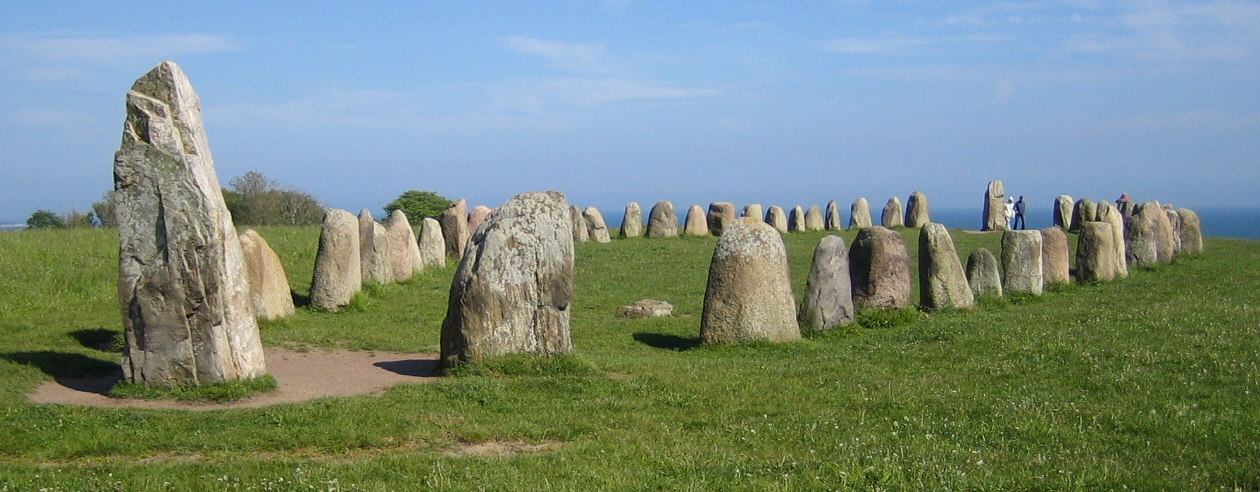
Las Piedras de Ale en Kåseberga, a unos diez kilómetros al sudeste de Ystad, Suecia fueron fechadas en 56 d. C. utilizando el método de carbono 14 del material orgánico encontrado en el sitio.

La datación por radiocarbono es un método de datación radiométrica que utiliza el isótopo radioactivo carbono-14 (14C) para determinar la edad de materiales que contienen carbono hasta unos 50 000 años.  El 14C tiene una vida media de 5730 años, (que es muy corta en comparación con otros isótopos usados en datación radiométrica) y se descompone en nitrógeno. En otros métodos de datación, los pesados isótopos parentales se produjeron por nucleosíntesis en supernovas, lo que significa que cualquier isótopo parental con una vida media corta ya debería estar extinto. El 14C, sin embargo, se crea continuamente a través de las colisiones de los neutrones generados por los rayos cósmicos con el nitrógeno en la atmósfera superior y, por lo tanto, permanece en un nivel casi constante en la Tierra. El 14C termina como un componente traza en el dióxido de carbono atmosférico (CO2).

El principio físico (desintegración y formación) del método de determinación de la edad por radiocarbono

Una forma de vida basada en el carbono incorpora carbono continuamente durante toda su vida. Las plantas lo adquieren mediante la fotosíntesis, y los animales, mediante el consumo de plantas y de otros animales. Cuando un organismo muere, deja de absorber nuevo 14C y el isótopo existente decae según su vida media característica. La proporción de 14C que queda cuando se examinan los restos del organismo proporciona una indicación del tiempo transcurrido desde su muerte. Esto hace que el 14C sea un método ideal para datar la edad de los huesos o los restos de un organismo. El límite de datación por 14C se encuentra entre 58 000 años y 62 000 años.
La tasa de creación de 14C parece ser aproximadamente constante, ya que los controles cruzados de la datación por 14C con otros métodos de datación muestran que da resultados consistentes. Sin embargo, las erupciones locales de volcanes u otros eventos que emiten grandes cantidades de dióxido de carbono pueden reducir las concentraciones locales de 14C y dar fechas inexactas. Las emisiones de dióxido de carbono a la biosfera como consecuencia de la industrialización también han reducido la proporción de 14C en un pequeño porcentaje; y a la inversa, la cantidad de 14C se incrementó mediante las pruebas en superficie de bombas nucleares que se realizaron a principios de los años 1960. Además, un aumento del viento solar o del campo magnético de la Tierra por encima del valor actual deprimiría la cantidad de 14C creado en la atmósfera.
En arqueología es considerada una técnica de datación absoluta. En 1946, el químico estadounidense Willard Libby dio a conocer los mecanismos de formación del isótopo 14C a través de reacciones nucleares en la atmósfera. Más tarde, en 1949, cuando ocupaba su cargo como profesor en la universidad de Chicago, desarrolló el método conocido como método de datación radiocarbónica. En 1960, Libby fue galardonado con el Premio Nobel de Química por su método de datación mediante 14C.

## Química básica
En la naturaleza hay tres isótopos naturales del carbono: dos de ellos, el carbono-12 y el carbono-13, son estables y un tercero, el carbono-14, es inestable o radiactivo. La abundancia natural del carbono-12 y del carbono-13 es del 98,89 % y 1,11 %, respectivamente, mientras que la del carbono-14 es de 1,0·10-10 %. El carbono-14 tiene un periodo de semidesintegración de 5730±40 años y podría haber desaparecido de la Tierra hace mucho tiempo si no fuera por los constantes impactos de rayos cósmicos sobre el dinitrógeno presente en la atmósfera. Este proceso, que también ocurre en la atmósfera rica en dinitrógeno del satélite de Saturno Titán, se inicia cuando rayos cósmicos inciden sobre la atmósfera terrestre, provocando varias reacciones nucleares, algunas de las cuales producen neutrones, los cuales reaccionan con algunos átomos de las moléculas de dinitrógeno (N2) en la atmósfera:
{\displaystyle n+\mathrm {~_{7}^{14}N} \rightarrow \mathrm {~_{6}^{14}C} +p}
La tasa más alta de producción de carbono-14 tiene lugar en altitudes de entre 9 y 15 km, y en altas latitudes geomagnéticas, pero el carbono-14 se distribuye uniformemente sobre la atmósfera y reacciona con el dioxígeno para formar dióxido de carbono (CO2). Este dióxido de carbono también es absorbido por los océanos, disolviéndose en el agua. De forma aproximada se puede considerar que el flujo de rayos cósmicos es constante durante largos períodos y, por tanto, que el 14C se produce a un ritmo constante. De esta forma, la proporción de carbono radiactivo y no radiactivo permanece constante en la atmósfera. Esta proporción es de aproximadamente 1 parte por millardo (mil millones) (6·109 de átomos por mol). En 1958, Hessel de Vries demostró que la concentración de 14C en la atmósfera varía con el tiempo y de forma local. Así, para dataciones más precisas, estas variaciones deben ser consideradas mediante curvas de calibración. 
El proceso de fotosíntesis incorpora el átomo radiactivo de carbono a las plantas de manera que la proporción 14C/12C en estas es similar a la de la atmosférica. Los animales incorporan, por ingestión, el carbono de las plantas, por lo que la proporción también es similar. Sin embargo, tras la muerte de un organismo vivo no se incorporan nuevos átomos de 14C a los tejidos y la concentración del isótopo 14C va decreciendo conforme se transforma en 12N mediante decaimiento radiactivo:
{\displaystyle \mathrm {~_{6}^{14}C} \rightarrow \mathrm {~_{7}^{14}N} +e^{-}+{\bar {\nu }}_{e}}

## Cálculo de edades
El 14C decae de forma exponencial, es decir, la tasa de decaimiento disminuye de forma proporcional al número de átomos restante. La ecuación diferencial que rige este proceso tiene la forma:
{\displaystyle {\frac {dN}{dt}}=-\lambda N.}
cuya solución es:
{\displaystyle N=N_{0}e^{-\lambda t}\,},
Donde: 
{\displaystyle N_{0}} = número de átomos de 14C en el tiempo {\displaystyle t=0},es decir, el momento inicial en el que se empieza a contar el número de desintegraciones,
{\displaystyle N} = número de átomos restante después de que haya transcurrido un tiempo {\displaystyle t},
{\displaystyle {\lambda }} = constante de desintegración radiactiva, la probabilidad de desintegración por unidad de tiempo.
La constante de desintegración radiactiva se relaciona con  el periodo de semidesintegración ({\displaystyle t_{\frac {1}{2}}\,}) y la vida media ({\displaystyle t_{avg}\,}) de la forma siguiente:
Periodo de semidesintegración: {\displaystyle t_{\frac {1}{2}}\,} = {\displaystyle t_{avg}\cdot \ln 2}. Para el 14C {\displaystyle t_{\frac {1}{2}}\,} = 5568 años.
Vida media: {\displaystyle t_{avg}\,} = {\displaystyle {\frac {1}{\lambda }}}. Para el 14C {\displaystyle t_{avg}\,} = 8033 años.
Los resultados obtenidos por este método se suelen dar en años antes del presente («years BP», en inglés), lo que significa que t(BP)=-t. Teniendo esto en cuenta, la edad (sin corregir) de una muestra vendrá dada por:
{\displaystyle t(BP)=-{\frac {1}{\lambda }}{\ln {\frac {N}{N_{0}}}}}
O, equivalentemente:
{\displaystyle t(BP)=-t_{avg}\cdot \ln {\frac {N}{N_{0}}}}
y
{\displaystyle t(BP)=-t_{\frac {1}{2}}\cdot \log _{2}{\frac {N}{N_{0}}}}
Una vez obtenida la edad radiológica (medida en años de radiocarbono) de la muestra, se procede a obtener la edad cronológica mediante las correspondientes curvas de calibración[cita requerida].

## Medidas y escalas

Curva de calibración para la curva de datación. Ejemplos con una muestra real de 1950 d. C. son datados o rastreados usando bien los gráficos para el hemisferio norte o para el sur (véase figura siguiente).

Las medidas se hacen tradicionalmente contando la desintegración radiactiva de átomos individuales de carbono por recuento proporcional gaseoso o por recuento de centelleo líquido, pero estas dos técnicas son relativamente insensibles y están sujetas a relativamente grandes incertidumbres estadísticas cuando las muestras son pequeñas (menores de 1 g de carbono). Si hay poco carbono al comenzar, un periodo de semidesintegración que dura mucho significa que solo unos pocos átomos se desintegran mientras se intenta su detección (4 átomos/s)/mol tan solo después de la muerte, de este modo, por ejemplo 1 (átomo/s)/mol después de 10 000 años). La sensibilidad ha sido incrementada usando técnicas basadas en la espectrometría de masas (AMS), donde todos los átomos de 14C pueden ser contados directamente, no solamente aquellos que se desintegran durante el intervalo de recuento asignado para cada análisis. La técnica de AMS permite datar muestras que contienen tan solo unos pocos miligramos de carbono.
Las edades de radiocarbono brutas (es decir, aquellas no calibradas), lo que se conoce por edad radiocarbónica o de 14C, se expresan en años BP (Before Present- Hasta hoy día). Esta escala equivale a los años transcurridos desde la muerte del ejemplar hasta el año 1950 de nuestro calendario, siendo este el número de años de radiocarbono antes de 1950, basadas en un nominal (y asumiendo como constante) el nivel de carbono-14 en la atmósfera igual al nivel de 1950. Se elige esta fecha por convenio y porque en la segunda mitad del siglo XX, los ensayos nucleares provocaron severas anomalías en las curvas de concentración relativa de los isótopos radiactivos en la atmósfera.
Los laboratorios de datación normalmente proporcionan la desviación estándar. Normalmente para el cálculo de esta desviación estándar solo se tienen en cuenta los errores estadísticos de conteo. Sin embargo, algunos laboratorios proporcionan un multiplicador del error para tener en cuenta otras fuentes de error. Más recientemente, se intenta determinar el error global de la medida usando muestras de control de edad conocida y verificadas por comités internacionales. A fecha de 2008, es posible datar una muestra de menos de 10 000 años con una precisión mejor de ±40 años de radiocarbono. Este error sin embargo es solo una parte del error de la datación cronológica.

### Calibración

Niveles del ^{14}C atmosféricos, en Nueva Zelanda y Austria. La curva de Nueva Zelanda representaría el hemisferio sur, y la curva de Austria el norte. Las pruebas de armas nucleares en la atmósfera han casi doblado la concentración de ^{14}C en el hemisferio norte..

La edad radiológica no puede ser usada directamente como edad cronológica, ya que, como se ha dicho anteriormente, la concentración de 14C en la atmósfera no es estrictamente constante. Esta concentración varía en función de los cambios producidos en la intensidad de la radiación cósmica, que, a su vez, se ve afectada por variaciones en la magnetosfera terrestre y en la actividad solar. Además, existen importantes reservas de carbono en forma de materia orgánica, disuelta en los océanos, en sedimentos oceánicos (hidratos de metano) y rocas sedimentarias. Los cambios en el clima terrestre afectan a los flujos de carbono entre estas reservas y la atmósfera, alterando la concentración de 14C en esta.
Además de estos procesos naturales, la actividad humana también es responsable de parte de estos cambios. Desde el principio de la revolución industrial en el siglo XVIII hasta los años 50 del siglo XX, la concentración de 14C disminuyó como consecuencia de la emisión de grandes cantidades de CO2 como consecuencia de la actividad industrial y la quema de grandes cantidades de carbón y petróleo. Esta disminución es conocida como efecto Suess, y afecta también a la concentración de 13C. Sin embargo, entre los años 50 y 60, la concentración de 14C se duplicó como consecuencia de las pruebas nucleares atmosféricas realizadas en esos años. A mediados de los años 90, el nivel de 14C en la atmósfera era un 20 % superior al de 1950. Por esto se toman como patrón de referencia las reservas de ácido oxálico almacenadas en el National Institute of Standards estadounidense cuyo contenido de radiocarbono se considera igual al de una muestra de madera de 1950.

## Métodos de medida
Actualmente se emplean básicamente tres técnicas diferentes para medir el contenido de radiocarbono en una muestra: con un contador proporcional de gas; con un contador de centelleo líquido; y mediante espectrometría de masas con acelerador de partículas.
En el primer caso, el carbono obtenido en la muestra se convierte en CO2 y se introduce en un contador proporcional de gas, que mide el número de desintegraciones producidas en la muestra. Esta es la técnica original desarrollada por Libby. Tiene el inconveniente de que, dada la baja actividad del 14C y la pequeñísima concentración en la muestra, los contadores actuales solo son capaces de detectar alrededor de 3 desintegraciones por segundo y mol en una muestra típica. Dado que el error estadístico de la medida es inversamente proporcional a la raíz cuadrada del número de desintegraciones medidas ({\displaystyle \sim 1/{\sqrt {n}}}), es necesario un tiempo muy largo de medición así como muestras más grandes (en torno a 1 kg). Además es necesario un mayor blindaje del detector para protegerlo de la radiactividad natural.
La medición con contadores de centelleo líquido se popularizaron en los años 1960. En esta técnica, la muestra se disuelve en benceno y se le añade un líquido que centellea cuando se produce una desintegración. Los contadores de centelleo líquido tienen la ventaja de que tienen un rendimiento mayor que los proporcionales de gas. Sin embargo, aún están afectados por el problema de la baja actividad del 14C y de la radiación ambiental.
La espectrometría de masas con acelerador de partículas es el método más moderno. En ella, la muestra es ionizada e introducida en un acelerador de partículas. El haz resultante es desviado por potentes campos magnéticos. Dado que cada isótopo de carbono tiene una masa diferente, el ángulo de deflexión es ligeramente diferente para cada uno y es posible medir las concentraciones relativas de cada uno de ellos. Al no depender de la actividad de la muestra y ser insensible a la radiactividad natural, con este método se pueden conseguir las medidas de mayor calidad. Se pueden medir concentraciones de hasta 10-15 y se necesitan muestras mucho más pequeñas (de hasta 1 mg). Así, por ejemplo, en una muestra de 1 mg que contenga solo 40 000 átomos de 14C, se puede obtener una precisión del 0,5 %, lo que representa un error de unos 40 años.